# Didymothallus criniceps
Didymothallus criniceps is een straalvinnige vissensoort uit de familie van naaldvissen (Bythitidae). De wetenschappelijke naam van de soort is voor het eerst geldig gepubliceerd in 2007 door Schwarzhans & Møller.